# Aphytis sensorius
Aphytis sensorius är en stekelart som beskrevs av Debach och Rosen 1976. Aphytis sensorius ingår i släktet Aphytis och familjen växtlussteklar.
Artens utbredningsområde är Pakistan. Inga underarter finns listade i Catalogue of Life.